# كويزيات
كويزيات (الاسم العلمي: Cantharellales) هي رتبة من الفطريات تتبع الطائفة الغاريقونانية من شعيبة الغاريقونينية.

## فصائل
- الكويزية